# Ширвани, Мухаммед Юсиф
Мухаммед Юсиф Ширвани (азерб. Məhəmməd Yusif Şirvani) — врач XVIII века, придворный врач знатного ширванского вельможи Лютфали бека. 

## Биография
Сохранился переписанный им в 1711 или 1712 году средневековый труд «Тиббнаме» («Медицинская книга»), считающийся «бесценным кладезем азербайджанской традиционной медицины». В этой краткой медицинской энциклопедии Ширвани приводит сведения по лечению практически всех известных на то время заболеваний. «Тиббнаме» написана на простом и доступном широкому читателю азербайджанском языке.
Хранящаяся в фондах Института рукописей Азербайджана «Тиббнаме» является одним из 17 исследованных в институте рукописных трудов.